# Anne Hyde
Anne Hyde, Ducesă de York (22 martie 1638 – 10 aprilie 1671) a fost prima soție a lui Iacob, Duce de York (viitorul rege Iacob al II-lea al Angliei) și mama a doi monarhi, Maria a II-a a Angliei și Anna a Marii Britanii.
Înainte de căsătorie a fost doamnă de onoare a Prințesei Regale Mary și Prințesă de Orania.